# Hyperolius sheldricki
Hyperolius sheldricki är en groddjursart som beskrevs av Duff-MacKay och Schiøtz 1971. Hyperolius sheldricki ingår i släktet Hyperolius och familjen gräsgrodor. IUCN kategoriserar arten globalt som livskraftig. Inga underarter finns listade i Catalogue of Life.